# Ferry Huber
Ferdinand Gustaaf Adolf (Ferry) Huber (Binjei, 26 oktober 1916 – Vught, 9 februari 1994) was een Nederlands politicus van de CHU en later het CDA.
Huber, lid van de familie Huber, werd geboren op de tabaksonderneming Bekioen te Binjei (oostkust van Sumatra) als zoon van een arts. Op vijfjarige leeftijd kwam hij van Nederlands-Indië naar Nederland waar hij in januari 1942 in de rechten afstudeerde aan de Rijksuniversiteit Utrecht. Daarna was mr. F.G.A. Huber tot 1945 advocaat en procureur in Den Haag. In de Tweede Wereldoorlog was Huber in de jaren 1941-45 vaste medewerker van de verzetskrant Slaet op den trommele. Na de Tweede Wereldoorlog werd hij directie-secretaris van een rijnrederij en in september 1946 maakte hij de overstap naar het Centraal Bureau voor de Rijn- en Binnenscheepvaart waar hij het bracht tot adjunct-directeur. In juli 1955 werd Huber benoemd tot burgemeester van Ameland en in januari 1962 volgde zijn benoeming tot burgemeester van Goes. Bij de gemeentelijke herindeling van 1 januari 1970 waarbij enkele gemeenten (deels) opgingen in de nieuwe gemeente Goes werd hij ontslagen maar 3 maanden later werd Huber weer benoemd tot burgemeester van Goes. In 1981 ging hij daar met pensioen en begin 1994 overleed hij op 77-jarige leeftijd.
- International Standard Name Identifier: 0000 0003 9308 5607
- Nederlandse Thesaurus van Auteursnamen: 069142610
- Virtual International Authority File: 287297128
- WorldCat: E39PBJfh47mDkmtRrrPbFvHcT3